# Allan Wells
Alan Wells (Edimburgo, 3 de maio de 1952) é uma antigo atleta britânico, especialista em provas de velocidade, que se tornou campeão olímpico de 100 metros, em 1980, nos Jogos Olímpicos de Moscovo.

## Carreira desportiva
Iniciou a sua actividade no atletismo como praticante de triplo salto e salto em comprimento, chegando mesmo, em 1974, a sagrar-se campeão escocês indoor nesta última disciplina. Foi só em 1976 que começou a se dedicar às corridas de velocidade pura. O ano de 1978 marca o seu aparecimento em termos internacionais, aquando da realização dos Jogos da Commonwealth disputados nesse ano em Edmonton, no Canadá. Às duas medalhas de ouro individuais (nos 100 e 200 metros planos), juntou-se a medalha de prata na prova de estafeta 4 x 100 metros.
Os sucessos continuaram nas épocas seguintes, atingindo o auge nos Jogos Olímpicos de Moscovo, em 1980, onde alcançou o título de campeão olímpico nos 100 metros cum recorde pessoal de 10.11s.
Quatro anos mais tarde, nos Jogos Olímpicos de Los Angeles, não conseguiu passar das meias-finais, mas fez parte da equipe da Grã-Bretanha que se classificou em sétimo lugar na final de 4 x 100 metros.

## Ligações Externas
- Allan Wells no IAAF